# Графенвёрт
Графенвёрт (нем. Grafenwörth) — ярмарочная коммуна (нем. Marktgemeinde) в Австрии, в федеральной земле Нижняя Австрия. 
Входит в состав округа Тульн.  Население составляет 2720 человек (на 31 декабря 2005 года). Занимает площадь 46,4 км². Официальный код  —  32107.

## Политическая ситуация
Бургомистр коммуны — Альфред Ридль (АНП) по результатам выборов 2005 года.
Совет представителей коммуны (нем. Gemeinderat) состоит из 21 места.
- АНП занимает 15 мест.
- СДПА занимает 5 мест.
- АПС занимает 1 место.